# Лавриненко Дмитро Федорович
 Дмитро́ Фе́дорович Лаврине́нко  (1 (14) жовтня 1914, Краснодарський край — 18 грудня 1941, Волоколамськ) — командир роти 1-ї гвардійської танкової бригади (16-а армія, Західний фронт), гвардії старший лейтенант, танкіст-ас, учасник радянсько-німецької війни. Герой Радянського Союзу (1990).

## Біографія
Народився 1 (14) жовтня 1914 року в станиці Бесстрашна, нині Отрадненського району Краснодарського краю в родині кубанського козака.
Закінчив школу та вчительські курси в Армавірі в 1931 році. З 1931 по 1933 рік працював шкільним учителем на хуторі Сладкий Армавірського району. У 1933—1934 роках — статистик контори радгоспу, касир ощадкаси в селі Новокубанське.
У 1934 році добровольцем вступив до лав Червоної армії, був направлений у кавалерію. У травні 1938 року закінчив Ульяновське танкове училище. Брав участь у походах РСЧА до Західної України та Бессарабії.
Учасник Другої світової війни з вересня 1939 року. У 1941 році обіймав посаду командира танкового взводу 15-ї танкової дивізії 16-го механізованого корпусу на Південному та Південно-Західному фронтах, брав участь в оборонних боях на території України.
Після розформування 15-ї танкової дивізії в серпні 1941 року направлений до новоствореної 4-ї танкової бригади (з 11 листопада 1941 року — 1-а гвардійська танкова бригада). У складі бригади брав участь у боях під Мценськом.
6 жовтня 1941 року в районі Наришкіно — Перший Воїн окрема танкова група старшого лейтенанта Д. Ф. Лавриненка у складі 4-ї танків Т-34 із засідки раптовим нападом зупинила наступ німецьких танків, знищивши при цьому відразу шість танків Pz.III. Всього протягом дня раптовими атаками група Лавриненка знищила 15 німецьких танків, 4 з яких на його особистому рахунку.
7 листопада 1941 року поблизу села Лисцево танкова група у складі трьох Т-34 та трьох БТ-7 вступила у бій з 18-ма німецькими танками. Внаслідок бою ворог втратив 7 машин.
19 листопада поблизу села Гусенєво в зустрічному танковому бою сімома пострілами підбив 7 німецьких танків.
Загалом за два з половиною місяці бойових дій Лавриненко взяв участь у 28 танкових боях, знищив 52 танки противника, ставши найрезультативнішим танкістом Червоної армії за всю історію Другої світової війни.
18 грудня 1941 року на підступах до Волоколамська загинув під мінометним обстрілом.
Похований у братській могилі села Деньково Істринського району Московської області.

## Нагороди
5 грудня 1941 року представлений до присвоєння звання Героя Радянського Союзу, проте посмертно нагороджений орденом Леніна (22.12.1941).
У повоєнні роки маршал бронетанкових військ М. Ю. Катуков, генерал армії Д. Д. Лелюшенко, кубанські краєзнавці неодноразово порушували питання про достойне відзначення заслуг Д. Ф. Лавриненка і, врешті, Указом Президії Верховної Ради СРСР від 5 травня 1990 року гвардії старшому лейтенанту Лавриненку Дмитру Федоровичу надано звання Героя Радянського Союзу.